# Wasabi – Ein Bulle in Japan
Wasabi – Ein Bulle in Japan ist ein 2001 erschienener, französisch-japanischer Film des Regisseurs Gérard Krawczyk.
Die deutsche Erstausstrahlung fand am 20. November 2004 um 23:00 Uhr auf ProSieben statt. Den Film sahen 2,09 Millionen Zuschauer bei einem Marktanteil von 12,1 Prozent.

## Handlung
Als der französische Kriminalkommissar Hubert Fiorentini, bekannt für seine sehr direkte, jedoch ziemlich erfolgreiche Ermittlungsarbeit, die Nachricht des Rechtsanwalts Ishibashi aus Japan erhält, dass seine ehemalige große Liebe Miko Kobayashi im Leichenschauhaus liege und am Folgetag eingeäschert werde, fliegt er sofort nach Tokio.
Beide hatten seinerzeit für den französischen Geheimdienst gearbeitet und sich ineinander verliebt. Doch eines Tages, vor neunzehn Jahren, war Miko spurlos verschwunden; Fiorentini kehrte nach Paris zurück und wurde Kriminalbeamter. Nachdem er mit einem übereifrigen Zollbeamten zusammengestoßen ist, trifft er am Flughafen von Tokio zu seiner großen Freude seinen ehemaligen Geheimdienstpartner Momo wieder, der seit Jahren in Tokio lebt und ihn zu Mikos Anwalt fährt. Dort wird er völlig überraschend mit der Existenz seiner und Mikos Tochter Yumi konfrontiert, die mittlerweile zu einer aufmüpfigen, etwas verschwenderischen Frau von beinahe 20 Jahren herangewachsen ist. Sie darf zunächst von seiner Identität nichts erfahren, weil sie ihren – ihr unbekannten – Vater hasst, da er angeblich ihrer Mutter Gewalt angetan habe und dann verschwunden sei. Fiorentini nimmt Abschied von Miko und findet dabei an der Toten verdächtige Spuren, Kristalle an der Nase und Erde unter den Fingernägeln, die er sichert und Momo zur Analyse gibt, was das Verwirrspiel noch steigert. Bald werden sie auf Schritt und Tritt von schwarz gekleideten Männern mit Sonnenbrillen verfolgt, die Fiorentini aber gekonnt außer Gefecht setzt. Mikos Krankenakte, die Yumi zuhause aufbewahrt, zeigt Ungereimtheiten und nachträgliche Textänderungen.
Bei einem Besuch in der Bank – Yumis wöchentliches Taschengeld steht an – erfährt Fiorentini, dass es zwei Konten auf Yumis Namen gibt, über die sie erst in zwei Tagen bei Erreichen der Volljährigkeit verfügen kann. Sie weisen ein gewaltiges Vermögen aus: 200 Mio. amerikanische Dollar. Zudem erfährt Fiorentini von Momo, dass nach vorläufiger Spurenauswertung die Kristalle aus Kaliumcyanid bestehen, das sicherlich kein Heilmittel gegen ihre angebliche Krebserkrankung ist, sondern mit dem Miko, unter Berücksichtigung der Abwehrverletzungen und der manipulierten Krankenakte, von der Yakuza ermordet und das Ganze vertuscht wurde. Also sucht er mit seinem ehemaligen Partner Momo zu dessen übergroßer Freude auf eigene Faust nach den Tätern. Fiorentini findet mit Momos Hilfe und dessen Kontakten heraus, dass Miko vor neunzehn Jahren aus ihrem alten Leben verschwand, um als Doppelagentin im Regierungsauftrag die Yakuza zu infiltrieren, was eine streng geheime Ehrung mit einem der höchsten Orden Japans bestätigte. Sie hatte schon vor etlichen Jahren eine beträchtliche Summe Yakuza-Geld (US$ 37 Mio.) auf eines der Konten auf den Namen ihrer Tochter abgezweigt. Diese 200 Mio. Dollar (inkl. Zinsen) will die Organisation mit allen Mitteln zurück und ist nun hinter Yumi her. Nach einer atemberaubenden Golfdemonstration Fiorentinis vor dem Yakuza-Boss „Zebra“ Takanawa nimmt dieser Yumi als Geisel mit. Ein kleines Notizbuch in einem Versteck hinter dem Putz in Mikos früherer Stadtwohnung und ein kleiner Schlüssel aus Mikos Nachlass sowie die Auswertung der gesicherten Erdpartikel führen Fiorentini und Momo in einen Park nach Kioto, wo der Inhalt einer kleinen Holzschachtel ihnen Mikos Arbeitsweise offenbart.
Fiorentini gelingt es, mit Momo als Bankangestelltem und seinen als Kunden getarnten Leuten in der Bankhalle am Morgen von Yumis Volljährigkeit unter den Augen Takanawas die Riesensumme statt auf dessen Schweizer Konto auf sein eigenes Konto nach Paris zu transferieren und ihn und seine Leute in einem Schusswechsel zu besiegen. Der bereits vorher alarmierten Polizei bleibt nur noch die Aufgabe, den Tatort zu sichern und aufzuräumen. Nach ihrem tränenreichen Abschied vom wiedergefundenen Papa im Flughafen unter den Argusaugen von Kommissar Yasumoto und seinen Leuten verspricht Yumi, unter Momos Schutz ihre Schule zu beenden und nach einem Monat nach Paris nachzukommen.

## Synchronisation
Jean Reno wird von Joachim Kerzel, Ryōko Hirosue von Ghadah Al-Akel und Michel Muller von Hans Hohlbein gesprochen.

## Kritik
„Eine knallharte Actionkomödie mit „Dirty Harry“-Anleihen, die vom Aufeinanderprallen zweier gegensätzlicher Kulturen lebt und von einem guten Hauptdarsteller getragen wird.“

## Trivia
- Der Filmtitel bezieht sich auf das gleichnamige japanische Gewürz Wasabi, das in kleinen Mengen z. B. zusammen mit Sushi verzehrt wird. Fiorentini jedoch kann das scharfe Gewürz in großen Mengen ohne spürbare Folgen pur essen – ganz im Gegensatz zu seinem Partner Momo, wie im Film eindrücklich gezeigt wird.

- Regisseur Gérard Krawczyk erscheint für wenige Sekunden hinter Jean Reno vor Passieren der Ausgangskontrolle nach der Landung in Tokio.

- In der deutschsprachigen Version nennt sich das Narbengesicht Kasuhiro Katanawa statt Kasuhiro Takanawa.[4]

- Am Ende des Films registriert eine Angestellte von Fiorentinis Hausbank in Paris den Eingang von € 200 Mio. auf seinem Konto, angewiesen wurden in Tokio aber US$ 200 Mio. Der Grund ist der Wechselkurs vom Euro zum US-Dollar, der im Jahr 2001 quasi 1:1 war.

- In der Szene, in der Fiorentini mit dem Yakuzachef Takanawa Golf spielt, ist das Lied Starshine der Gorillaz zu hören, welches auf deren Debütalbum Gorillaz erschienen ist.

- Die Hintergrundmusik, die beim Shopping im Einkaufszentrum gespielt wird, ist Voodoo People von The Prodigy.